# Sunnyside (Queens)
Sunnyside è un quartiere di classe media e operaia del Queens, uno dei cinque borough della città di New York. I confini del quartiere sono Hunters Point e Long Island City a ovest, Astoria a nord, Woodside a est e Maspeth a sud. Fa parte del Queens Community Board 2.

## Demografia
Secondo i dati del censimento del 2010 la popolazione di Sunnyside era di 63 271 abitanti, in aumento del 2,1% rispetto ai 61 947 del 2000. La composizione etnica del quartiere era: 35,4% (22 424) bianchi americani, 24,3% (15 390) asioamericani, 2,5% (1588) afroamericani, 0,2% (109) nativi americani, 0,0% (29) nativi delle isole del Pacifico, 0,5% (395) altre etnie e 2,1% (1 342) multietinici. Gli ispanici e latinos di qualsiasi etnia erano il 34,8% (21 994).

## Trasporti
Il quartiere è servito dalla metropolitana di New York attraverso le stazioni 33rd Street-Rawson Street, 40th Street-Lowery Street e 46th Street-Bliss Street della linea IRT Flushing, dove fermano i treni della linea 7.